# Onamihime
Onamihime (阿南 姫, 4 iulie 1541 - 30 august 1602) a fost o Onna-bugeisha și samurai din perioada Sengoku. Era cea dintâi fiică a lui Date Harumune, soră a lui Date Terumune și mătușă a Date Masamune . Ea a fost hegemonul castelului Sukagawa din provincia Mutsu .

## Viață
Onamihime a fost căsătorită cu Nikaidō Moriyoshi cu care a avut doi fii, Heishiro și Yukichika. Heishiro a fost trimis ca și ostatic către clanul cu o influentă mai ridicată, clanul Ashina, și a fost adoptat de către Ashina Moritaka .  
După moartea lui Moriyoshi și Yukichika, Onamihime a devenit proprietara castelului Sukagawa, prim-reprezentantul clanului Nikaido, luând astfel numele de călugăriță Daijou-in. 
Datorită morții tatălui lui ,Date Masamune, Date Terumune în mâinile lui Nihonmatsu Yoshitsugu, Masamune a jurat răzbunare, pornind un atac împotriva lui Nihonmatsu în 1585. 
Ea a luptat în bătălia de la Hitotoribashi alături de Ashina, Sōma, Hatakeyama și Satake împotriva clanului Date . Acești aliații au pornit cu 30.000 de soldați spre Castelul Motomiya. Masamune, cu doar 7.000 de soldați, pregătise o strategie defensivă. Onamihime poruncise trupelor sale să atace, dar Masamune s-a folosit de defensiva premeditată, astfel forțele aliate fiind nevoite să se retragă.  
În 1588, Onamihime s-a aliat din nou cu Ashina și clanul Sōma pentru a-l anihila pe Date Masamune în bătălia de la Koriyama. 
Bătălia de la Suriagehara a început în iulie 1589 unde Date Masamune a neutralizat trupele clanurilor Ashina și Satake, iar datorita biruinței sale,Date, consolidându-și puterea în sudul provinciei Mutsu.  
După această victorie, Masamune i-a cerut mătușii sale să se predea, dar ea a refuzat cu tărie. Onamihime și clanul Ishikawa au continuat să reziste opoziției. Ea si-a apărat de una singură castelul de atac, atunci când vasalul său, Hodohara Yukifuji, a trădat clanul Nikaidō în favoarea lui Date, și l-a ajutat pe Masamune să ia controlul asupra Castelului Sukagawa, astfel în 26 octombrie 1589, castelul a decăzut. 
Masamune a cruțat viața mătușii sale Onamihime și a escortat-o în siguranță la Castelul Suginome pentru a trăi acolo până la bătrânețe. Cu toate acestea, ea nu avea de gând să trăiască cu asta în suflet, astfel că Onamihime ce îl ura din această cauză pe Masamune, a plecat să locuiască cu Iwaki Tsunetaka, care era un alt nepot.  
După moartea sa, ea a mers la Satake Yoshinobu . Clanul Satake s-a aliat cu armata occidentală, iar Onamihime a continuat în bătălia de la Sekigahara . După înfrângerea Armatei de Vest de către Forțele de Est reprezentate de Tokugawa Ieyasu, Clanului Satake i-a fost permisă existența, dar a fost pedepsit. 
Clanul Satake a fost mutat la Dewa datorită ordinul lui Tokugawa în 1602, dar pe drumul spre Dewa, în timp ce treceau pe lângă vechiul ei castel din Sukagawa, Onamihime a murit, astfel ea a fost înmormântată acolo, în 1602. 

## În cultura populară
Onamihime apare în seria de jocurilor video Nobunaga's Ambition(Ambiția lui Nobunaga) . 

## Vezi de asemenea
- Lista nobililor de sex feminin din Japonia